# Dubai Bling
 (février 2025).
Dubai Bling est une emission de télé-réalité produite par Netflix, qui met en scène de riches citoyens émiratis. La série compte actuellement trois saisons.

## Présentation
Dubai Bling est une émission au format "The Real Housewives" au Moyen-Orient. Le casting comprend des personnes déjà connues dans certaines régions du Moyen-Orient,.

## Casting
- Ebraheem Al Samadi[6];
- Zeina Khoury;
- Loujain Adada;
- Safa Siddiqui;
- Fahad Siddiqui;
- Mona Kattan;
- Farhana Bodi;
- Marwan Al Awadhi;
- Danya Mohammed;
- Hannah Al Azzi;
- Mahira Abdel Aziz;
- Jwana Karaïm[1];